# Plectromerus femoratus
Plectromerus femoratus là một loài bọ cánh cứng trong họ Cerambycidae.